# Arrondissement de Croix des Bouquets
Arrondissement de Croix des Bouquets (franska: Croix des Bouquets) är ett arrondissement i Haiti.   Det ligger i departementet Ouest, i den sydöstra delen av landet, 30 km öster om huvudstaden Port-au-Prince. Antalet invånare är 441 563. Arean är 1 930 kvadratkilometer.
Terrängen i Arrondissement de Croix des Bouquets är mycket bergig.
Arrondissement de Croix des Bouquets delas in i:
- Croix des Bouquets
- Thomazeau
- Ganthier
- Cornillon
- Fond Verrettes